# Ránki György (történész)
Ránki György (Budapest, 1930. augusztus 4. – Budapest, 1988. február 19.) Kossuth-díjas magyar történész, egyetemi tanár, a Magyar Tudományos Akadémia (l. 1976; r. 1982) tagja.

## Tanulmányai
Zsidó származása miatt középiskolásként koncentrációs táborba hurcolták. 1949-ben Pesti Izraelita Hitközség Gimnáziumában érettségizett, ahol Berend T. Iván osztálytársa volt. Középiskolai történelemtanáruk, Pach Zsigmond Pál hatására választotta a történészi pályát.  Előbb (1949-1951) a Budapesti Közgazdaságtudományi Egyetemen, majd (1951-1953) az Eötvös Loránd Tudományegyetemen folytatta tanulmányait.

## Életpályája
1953-tól az MTA Történettudományi Intézetének tudományos segédmunkatársa, majd 1957-től munkatársa, 1960-tól tudományos titkára és a legújabbkori osztály vezetője. 1962-től az intézmény igazgatóhelyettese, 1986-tól igazgatója volt.

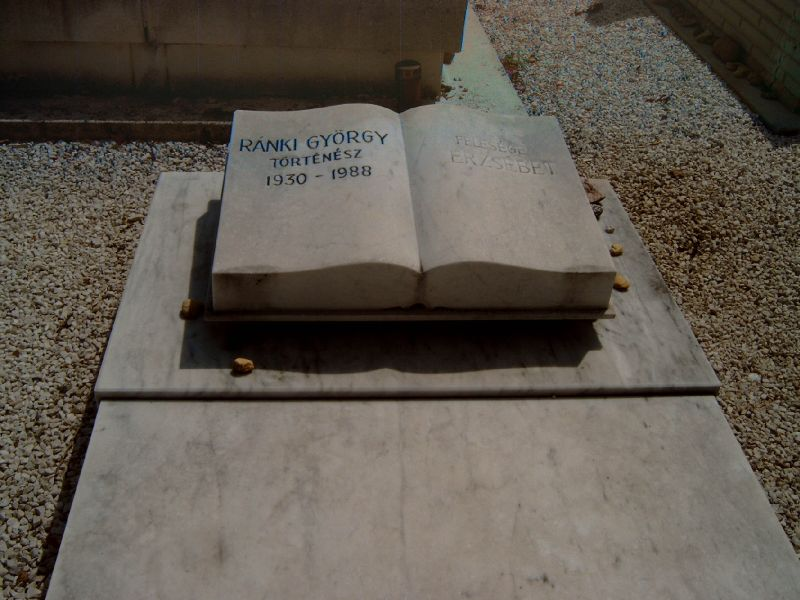
Ránki György sírja Budapesten. Kozma utcai izraelita temető: 5B-1-12.

1961-ben Kossuth-díjjal tüntették ki, 1964-ben pedig egyetemi tanári katedrát kapott a debreceni Kossuth Lajos Tudományegyetemen. A Magyar Tudományos Akadémia 1976-ban levelező, 1982-ben rendes tagjává választotta. 1981-től intézeti állásának fenntartásával a bloomingtoni (USA) egyetem magyar tanszékének vezetője lett. Az MTA Filozófia és Történettudományok Osztályának 1985-től osztályelnökhelyettese, 1987-ben osztályelnöke volt. 1967-től haláláig tagja, 1985-től első alelnöke volt a Nemzetközi Történettudományi Bizottságnak. A mainzi Institut für Europäische Geschichte tudományos tanácsának is tagja lett. Felelős szerkesztője, majd főszerkesztője volt az Akadémia folyóiratának, a Magyar Tudománynak, továbbá tagja volt a Danubian Historical Studies szerkesztőbizottságának is.

## Munkássága
Tudományos érdeklődése először a 20. századi magyar gazdaságtörténet, azon belül is elsősorban az ipartörténet felé fordult. Ebből bontakozott ki szélesebb gazdaságtörténeti érdeklődése a 19-20. századi Kelet-Európa, általában az európai periféria, és végül egész Európa gazdaságtörténete iránt. Emellett behatóan foglalkozott Magyarország 20. századi politikai történetével, nemzetközi helyzetével is, kibővítve az európai kisállamok és a nagyhatalmak viszonyának kutatásával. Emellett a II. világháború története is szorosan vett szakterületének számított.

## Főbb művei

### Kézikönyvek, monográfiák, tanulmánygyűjtemények
- Berend Iván–Ránki Györgyː Magyarország gyáripara az imperializmus első világháború előtti időszakában. 1900-1914; Szikra, Bp., 1955
- Berend Iván–Ránki György: Magyarország gyáripara a második világháború előtt és a háború időszakában. 1933-1944; Akadémiai, Bp., 1958 (Gazdaságtörténeti értekezések)
- Berend Iván–Ránki György: A monokapitalizmus kialakulása és uralma Magyarországon. 1900-1944; Kossuth, Bp., 1958
- Székely György–Berend T. Iván–Ránki Györgyː Segédanyag a kapitalizmus politikai gazdaságtanának tanulmányozásához. 1959-1960; Kossuth, Bp., 1959
- Berend T. Iván–Ránki Györgyː Magyarország a fasiszta Németország "életterében" 1933-1939; Közgazdasági és Jogi, Bp., 1960 (Gazdaságtörténeti tanulmányok)
- A népgazdaság szocialista átszervezése és az öthónapos terv. 1948; Athenaeum Ny., Bp., 1963
- Magyarország gazdasága az első 3 éves terv időszakában. 1947-1949; Közgazdasági és Jogi, Bp., 1963
- Emlékiratok és valóság Magyarország második világháborús szerepéről; Kossuth, Bp., 1964
- Berend T. Iván–Ránki Györgyː Magyarország gazdasága az első világháború után. 1919-1929; Akadémiai, Bp.. 1966 (Gazdaságtörténeti értekezések)
- 1944. március 19. Magyarország német megszállása; Kossuth, Bp., 1968 (Népszerű történelem)
- Berend Iván–Ránki György: Közép-Kelet-Európa gazdasági fejlődése a XIX-XX. században; Közgazdasági és Jogi, Bp., 1969
- Molnár Erik; Akadémiai, Bp., 1971 (A múlt magyar tudósai)
- Berend T. Iván–Ránki Györgyː A magyar gazdaság száz éve; Kossuth–Közgazdasági és Jogi, Bp., 1972
- A második világháború története; Gondolat, Bp., 1973
- A kapitalista gazdaság fejlődése Kelet- és Délkelet-Európa országaiban; Tankönyvkiadó, Bp., 1973 (Történelemtudomány – történelemtanítás)
- Berend T. Iván–Ránki Györgyː Gazdaság és társadalom. Tanulmányok hazánk és Kelet-Európa XIX-XX. századi történetéről; Magvető, Bp., 1974 (Elvek és utak)
- Berend Iván–Ránki György: Közép-Kelet-Európa gazdasági fejlődése a 19-20. században; 2. átdolg., bőv. kiad.; Közgazdasági és Jogi, Bp., 1976
- Közgazdaság és történelem, a gazdaságtörténet válaszútjai; Akadémiai, Bp., 1977 (Korunk tudománya)
- 1944. március 19. Magyarország német megszállása; 2. átdolg. bőv. kiad.; Kossuth, Bp., 1978
- Gazdaság és külpolitika. A nagyhatalmak harca a délkelet-európai gazdasági hegemóniáért. 1919-1939; Magvető, Bp., 1981 (Gyorsuló idő)
- Mozgásterek, kényszerpályák Válogatott tanulmányok; Magvető, Bp., 1983 (Elvek és utak)
- Állam és társadalom a két világháború közötti Közép-Kelet-Európában; MTA Történettudományi Intézet–OPI, Bp., 1986 (Előadások a Történettudományi Intézetben)
- Berend T. Iván–Ránki Györgyː Európa gazdasága a 19. században 1780-1914; Gondolat, Bp., 1987
- A Harmadik Birodalom árnyékában; Magvető, Bp., 1988 (Gyorsuló idő)
- A II. világháború gazdaságtörténete; szerk. Halmos Károly, Zinner Tiborné; Közgazdasági és Jogi, Bp., 1990

### Szerkesztett kötetek
- A Wilhelmstrasse és Magyarország. Német diplomáciai iratok Magyarországról. 1933-1944; összeáll., sajtó alá rend., bev. Ránki György et al., ford. Kallós Pál, Simonffy-Tóth Ernő; Kossuth, Bp., 1968
- Debrecen iparának története a kapitalizmus kialakulásától napjainkig; szerk., előszó Ránki György; Városi Tanács, Debrecen, 1976
- Gazdasági elmaradottság, kiutak és kudarcok a XIX. századi Európában. Az európai periféria az ipari forradalom korában; összeáll., szerk., bev. Berend T. Iván és Ránki György; Közgazdasági és Jogi, Bp., 1978
- Debrecen története, 1-7.; főszerk. Ránki György; Városi Tanács V. B. Művelődésügyi Osztálya, Debrecen, 1981-2002
- A magyarországi polgári államrendszerek. Tanulmánykötet; szerk. Pölöskei Ferenc, Ránki György; Tankönyvkiadó, Bp., 1981
- Hitler hatvannyolc tárgyalása, 1939-1944. Hitler Adolf tárgyalásai kelet-európai államférfiakkal, 1-2.; tan., dokumentumvál., jegyz. Ránki György, ford. Soltész Gáspár; Magvető, Bp., 1983 (Tények és tanúk)